# John Fraser (futbolista)
John Fraser (Edimburgo, Escocia; 2 de marzo de 1936 – 17 de marzo de 2025) fue un futbolista escocés que jugó en la posición de extremo.

## Equipos
| Periodo   | Club             | Apariciones | Goles |
| --------- | ---------------- | ----------- | ----- |
| 1954–1968 | Hibernian FC     | 195         | 24    |
| 1968–1969 | Stenhousemuir FC | 7           | 0     |